# عمارة العسكري
عمارة العسكري المدعو عمارة بوقلاز (1925-1995) مجاهد جزائري في ثورة التحرير الجزائرية تولى قيادة القاعدة الشرقية.

## النشأة والدراسة
ولد عمارة العسكري في 1 جانفي 1925 ببلدية عصفور، دائرة البسباس، ولاية الطارف، أبوه الطاهر العسكري وأمه نوة بوخاتم، عمل أبوه الطاهر بمصلحة المياه ببوقلاز بلدية بوثلجة وأصبح يلقب بالطاهر بوقلاز، ومنها إنتقلت الكنية إلى ابنه عمارة، زاول عمارة العسكري دراسته الإبتدائية ببلدية بوثلجة ثم إنتقل إلى مدينة عنابة لإتمام المرحلة المتوسطة والثانوية

## إنضمامه للجيش الفرنسي
إنضم عمارة العسكري إلى الكلية البحرية الفرنسية وتخرج منها ضابط مختص في مدفعية السفن، وعين ضابط مدفعية على متن الباخرة الفرنسية ريشيليو وبعد انتهاء الحرب العالمية الثانية طلب عمارة العسكري الخروج من الجيش الفرنسي وكان له ذلك سنة 1952.

## مشاركته في الثورة الجزائرية
إلتحق عمارة العسكري بالخلايا السرية الأولى تحت قيادة عمار بن عودة، وعند اندلاع ثورة التحرير الجزائرية شارك فيها وكان من المشاركين لهجمات 20 أوت 1955 بالشمال القسنطيني تحت قيادة زيغود يوسف، قاد عمارة العسكري العديد من المعارك في منطق القالة كمعركة كاف الشهبة، وساهم في تأسيس القاعدة الشرقية التي كانت مستقلة عن الولايتين الأولى والثانية.
في سنة 1957 عين عمارة العسكري كعقيد في المجلس الوطني للثورة الجزائرية، وفي أواخر سنة 1958 أرسل في مهمة إلى العراق وخلفه العقيد عواشرية محمد.

## بعد الاستقلال
بعد استقلال الجزائر عين عمارة العسكري كملحق عسكري في سفارة الجزائر بليبيا، وعلى إثر خلافات مع وزير الخارجية أستدعي إلى الجزائر ولم يتقلد بعدها أي مناصب سياسية. ثم إنضم إلى المنظمة الوطنية للمجاهدين كعظو وطني ممثلا للقاعدة الشرقية إلى غاية وفاته.

## وفاته
في 26 أوت 1992 إنفجرت قنبلة في مطار هواري بومدين الدولي تسببت بمقتل 12 شخص وجرح 125 أخرين، أتهمت السلطات مجموعة من الأشخاص كان من بينهم جمال الدين العسكري ابن عمارة العسكري،
ولما تمّ اعتقاله ألحّ المجاهد عمارة العسكري أن يرى إبنه وهو مهندس معماري والذي يحبه إلى درجة لا يمكن تخيلها، وقد لبّت مصالح الأمن طلبه وقد شاهده في حالة يرثى لها مكبّلا وعليه آثار التعذيب البشع الذي تعرض له، حتى كاد أن يغمى عليه، بعد مشاهدته لابنه في تلك الحالة المزرية تعرض عمارة العسكري لصدمة نفسية حادة بقيت أثارها لغاية وفاته في أكتوبر 1995.